# ديفيد ميد (كاتب)
ديفيد ميد هو الاسم المستعار للأمريكي صاحب نظرية المؤامرة لنهاية العالم ومؤلف كتب. لم يُصرَّح عن اسمه الحقيقي حتى الآن. يدّعي ميد –الذي يصف نفسه بأنه «عداد مسيحي»- أنه التحق بجامعة لويسفيل حيث «درس علم الفلك من بين عدة مواد»، وبسبب عدم معرفة اسمه الحقيقي، نشرت صحيفة «ذا واشنطن بوست» أن الجامعة لم تستطع تأكيد فيما إذا كان طالبًا فيها. وهو أيضًا كاتب وباحث ومحقق نشر ما يقارب 13 كتابًا. ظهر في عدة مقابلات ولقاءات مع برنامج «كوست تو كوست» وصحيفة «ذا واشنطن بوست» وبرنامج «غلين بيك» وعلى موقع يوتيوب مع الراعي بول بيغلي وصحيفة «ذا ديلي إكسبرس». يشتهر بتنبؤاته العديدة التي تحدّثت –تجاوزت وقتها- حول نهاية العالم، ومن ضمنها أن كوكبًا خفيًا يسمى نيبيرو (يُعرف حاليًا باسم الكوكب X) سوف يدمر كوكب الأرض.
تنبأ ميد أن كوكب نيبيرو سيصطدم بالأرض في 23 سبتمبر عام 2017 ويدمره. بعد أن فشل تنبؤه، عدّل تاريخ انهيار العالم إلى أكتوبر، إذ صرّح أن المحنة التي ستستمر مدة سبع سنوات سيليها ألفية من السلام. في عام 2018، تنبأ ميد بعدة تنبؤات لذلك العام، على سبيل المثال أن كوريا الشمالية ستصبح قوة عظمة في شهر مارس من عام 2018 وأن كوكب نيبيرو سيدمر كوكب الأرض في فصل الربيع.
أعلن ميد أن الانهيار العالمي سيبدأ في شهر مارس من عام 2018، لكنه لم يتنبأ بالموعد بشكل محدد. بعد انقضاء شهر مارس لعام 2018، نقل تاريخ الانهيار إلى 23 أبريل من عام 2018 والذي تنبأ فيه أيضًا أن الشمس والقمر وكوكب المشتري وكوكبة العذراء سيصبحون علامة تشير إلى حدوث الاختطاف، وأن كوكب نيبيرو سيدمر كوكب الأرض في ذلك اليوم. لكنه قال بعد ذلك بأن التقارير التي تنبأ فيها أن نهاية العالم في شهر أبريل كانت «أخبار مُفبركة»، ولكن الاختطاف -لا نهاية العالم- هو ما سيحدث في تاريخ غير محدد بين مايو وديسمبر في عام 2018.
يُعرف عن ميد استخدامه لآيات وأناشيد إنجيلية في تنبؤاته. استند تنبؤه ليوم 23 سبتمبر على شيفرات سرية في أهرامات الجيزة في مصر وتمحور حول «امرأة سفر الرؤيا». استخدم الرقم 33 من أجل تنبؤه ليوم 23 سبتمبر، موضحًا أن «يسوع عاش لمدة 33 عامًا» وأن «إلوهيم -أحد أسماء الإله في العبرية- مذكور في الكتاب المقدس 33 مرة». وضح تنبؤه لشهر أكتوبر من عام 2017 على موقعه «أخبار الكوكب إكس» وفي كتابه الذي يحمل عنوان «هل الكوكب إكس علامة حدوث الاختطاف؟». كان تنبؤه الخاص بشهر أبريل مستندًا على (رؤيا يوحنا  12:1-2) وأشار إلى المرأة باسم العذراء وأن تراصف الكواكب يتمثل بـ «الأسد الخارج من سبط يهوذا».

## النشأة
يدّعي ميد بأنه ترعرع كاثوليكيًا، والتحق بجامعة لويسفيل، ودرس فيها علم الفلك ومواد أخرى. ويدّعي أيضًا أنه حصل على درجة ماجستير في الإحصاء. ووفقًا لصفحته الشخصية على موقعه، فإنه عمل لدى كلِّ من الحكومة الفيدرالية والقطاع الخاص. إضافةً إلى أنه صرح بأنه كتب تقارير استقصائية عن الإدارة غير الجيدة للولاية والمدراء التنفيذيين لمجموعة مؤسسات فورتشن 1000. لا يُعرَف ما هي الشركات التي عمل لصالحها. يدّعي في صفحته على موقع غوغل بلاس بأنه محقق صحفي أيضًا.
في أحد مقالات صحيفة ذا واشنطن بوست لشهر سبتمبر من عام 2017، قال ميد بأنه درس علم الفلك وأنه التحق بجامعة في ولاية كنتاكي، لكنه رفض أن يقول بأي كلية التحق؛ وذلك من أجل اعتبارات أمنية. بالإضافة إلى أنه رفض الإجابة على أسئلة متعلقة بمؤسسات فورتشن 1000 التي عمل لصالحها وعن ماهية عمله ليكسب لقمة عيشه. عندما سُئل عن المكان الذي يعيش فيه، ادعى أنه يعيش في «مركز منطقة أكثر كارثية» من إعصار إيرما، لكنه لم يحدد المدينة أو الولاية.
ظهر ميد في برنامج «كوست تو كوست» الصباحي مع جورج نوري في شهر يناير من عام 2017، وأُجريت معه مقابلة من قبل التلفزيون الوطني الأمريكي والبرنامج الإذاعي «برنامج غلين بيك» في شهر سبتمبر من عام 2017. إلى جانب الكتب عن كوكب إكس، ألّف كتبًا متعلقة بالسياسة مثل «الانهيار الاقتصادي الوشيك في عهد كيلنتون (2016)» و«الانقلاب ضد الرئيس دونالد ج. ترامب (2017)».

## التنبؤات
لفت ميد انتباه الصحافة بشكل كبير بعد تنبؤاته بأن كوكب نيبيرو سيدمر كوكب الأرض في 23 سبتمبر من عام 2017. تنبأ أولًا بأن نيبيرو سيضرب كوكب الأرض في شهر أكتوبر من عام 2017، لكنه سبّق التاريخ إلى 23 سبتمبر. في 21 سبتمبر، عرضت أحد محطات تلفزيون مقاطعة أورانج في كاليفورنيا تنبؤاته على أنها إنذار حالة طوارئ، ثم صرّح مسؤولو البث أن الإنذار الخاطئ كان بسبب خلل ناتج عن اختبار نظام إنذار حالات الطارئة. في 21 سبتمبر، ادّعى في مقابلة له في مقابلة مع برنامج غلين بيك أنه رأى كوكب نيبيرو من منزله وأن من الممكن لأشخاص آخرين رؤيته أيضًا. غير ميد رأيه بعدها وصرّح أن كوكب نيبيرو لن يصطدم مع كوكب الأرض في 23 سبتمبر.

### تنبؤات أكتوبر لعام 2017
بعد مرور 23 سبتمبر سبّق ميد تاريخ الانهيار إلى أكتوبر مُتوقعًا تنبؤات جديدة لذلك الشهر، مثل أن كوكب نيبيرو سيحجب الشمس في 5 أكتوبر وأن العديد من الأشخاص سيصعدون إلى السماء -بمن فيهم رئيس الولايات المتحدة دونالد ترامب ورئيس الوزراء مايك بينس- وسيتبع ذلك هجوم نووي صادر عن كوريا الشمالية والصين وروسيا على الولايات المتحدة الأمريكية. تنبأ بأحداث أخرى لذلك الشهر، مثل سلسلة من الهزات أرضية بشدّة 9.8  وأن عمود الأرض سينزاح بزاوية 30 درجة، وأن الولايات المتحدة ستنقسم إلى نصفين، وأنه سيتم انتخاب باراك أوباما رئيسًا للولايات المتحدة لدورة ثالثة غير قانونية. تنبأ أيضًا بأن محنة كبيرة مدتها سبع سنوات ستبدأ في 15 أكتوبر، وقال إنه «عند حدوث ذلك ستبدأ الإثارة»، لكن انقضى الشهر ولم يحدث شيء من تنبؤاته. وُضّحت تنبؤاته لشهر أكتوبر عام 2017 في كتابه «هل الكوكب إكس علامة حدوث الاختطاف؟».

### تنبؤات عام 2018
في مقابلة له مع الراعي بول بيغلي، تنبأ ميد بالعديد من التنبؤات مثل أن كوريا الشمالية ستصبح قوة عظمى على مستوى عالمي في شهر مارس من عام 2018، وتنبأ أن نيبيرو سيدمر كوكب الأرض في فصل الربيع. في مقال نشرته صحيفة «إنترناشيونال بيزنس تايمز» في 15 فبراير من عام 2018، أعلن ميد أن الانهيار سيبدأ في شهر مارس من عام 2018، لكنه لم يحدد تاريخًا. صرّح بأن العديد من الأحداث في عام 2018 مثل خسوف القمر الأزرق الدامي في يناير 2018، والألعاب الأولمبية الشتوية واحتفال إسرائيل بعيد استقلالها السبعين هي إشارات على حدوث الانهيار. نعت العديد من المسؤولين في الأمم المتحدة بأنهم «مجانين» بعد تصويتهم ضد قرار الولايات المتحدة بالاعتراف بالقدس عاصمة لإسرائيل، وتحققت نبوءته قبل 42 يوم من خسوف القمر الدامي.
بعد مرور شهر مارس 2018، غير تاريخ التنبؤ بالانهيار إلى أبريل 2018، إذ تنبأ بالتاريخ نفسه أيضًا أن الشمس والقمر وكوكب المشتري وكوكبة العذراء ستكون إشارة إلى حدوث الاختطاف وأن نيبيرو سيدمر الأرض في ذلك اليوم.